# Зелени венац
Зелени венац, или колоквијално Зелењак, је урбано насеље на територији општине Савски венац и мањим делом Стари град. Налази се у самом центру града Београда, а повезују га Призренска улица са Теразијама и Бранков мост са Новим Београдом. Име је добио по кафани која се налазила на месту на ком је данас ресторан Мекдоналдс. На Зеленом венцу се налази и велика отворена пијаца, окретница бројних градских линија аутобуса, као и Филолошка гимназија и Угоститељско-туристичка школа. Зелени венац је уједно и месна заједница на Савском венцу.
Зграда Општинске штедионице је освећена на Дан штедње, 31. октобра 1936. године (каснија Беобанка, данас Пореска управа филијала Савски венац).

## Галерија
- Зелени венац са почетка 20. столећа